# Chaetomidium triangulare
Chaetomidium triangulare är en svampart som beskrevs av Stchigel & Guarro 2004. Chaetomidium triangulare ingår i släktet Chaetomidium och familjen Chaetomiaceae.   Inga underarter finns listade i Catalogue of Life.